# Certification B Corp
 (janvier 2024).
Si vous disposez d'ouvrages ou d'articles de référence ou si vous connaissez des sites web de qualité traitant du thème abordé ici, merci de compléter l'article en donnant les références utiles à sa vérifiabilité et en les liant à la section « Notes et références ».
Ne doit pas être confondu avec Benefit corporation.
La certification dite « B Corp » (aussi connue comme certification « B Corporation » ou  label  « B Lab ») est un label octroyé aux sociétés commerciales (à but lucratif) répondant à des exigences sociétales et environnementales, de gouvernance et de transparence envers le public.
Le B de « B Corp » est une abréviation de « Benefit for All », désignant une société reconnue pour avoir des effets bénéfiques sur le monde, tout en étant rentable.
Cette certification est attribuée par « B Lab », un organisme sans but lucratif.

## Critères
L’entreprise doit répondre à trois exigences pour obtenir la certification B Corp :
1. Exigences de performance RSE : Pour cela, une évaluation d’impact B (ou BIA) doit être réalisée, qui porte sur cinq domaines : les parties-prenantes classiques du développement durable (consommateurs, salariés, communauté, planète) et la gouvernance. Cette évaluation est effectuée via une plateforme en ligne, gratuite et confidentielle, dans laquelle les entreprises doivent obtenir un minimum de 80 points sur 200. Le poids des items d’évaluation varie en fonction de la taille, du secteur et de la localisation géographique de l’entreprise.
2. Respecter les exigences légales : Il est nécessaire que les statuts de l’entreprise stipulent une prise en compte de toutes les parties prenantes dans les décisions stratégiques.
3. Signer l’accord avec l’organisme d’accréditation B Lab et la Déclaration d’Interdépendance, ainsi que payer la cotisation annuelle de certification. Cette dernière varie en fonction de la région dans laquelle l’entreprise est située et du chiffre d’affaires de l’entreprise.

La certification est valable trois ans, puis doit être renouvelée. 

## Popularité

### Au niveau international
En 2020, plus de 4 000 sociétés ont eu à un moment donné la certification « B Corp » et 3 100 la détiennent encore. Elles sont réparties dans 72 pays, avec plus de 50 % d’entre elles basées aux Etats-Unis ou au Canada.

### En France
Au mois de juin 2023, 310 entreprises françaises détiennent la certification « B Corp ».
En Décembre 2024, le nombre de B Corp française passe le cap des 500. 

## Investigations scientifiques
Selon une étude de 2021, trois thèmes principaux sont évoqués dans les investigations de chercheurs qui se sont penchés sur le label :
1. les motivations des entreprises à être labellisées B Corp
2. les facteurs qui peuvent favoriser l'émergence de B Corps
3. les résultats obtenus par les entreprises certifiées.

Selon une étude qui a étudié deux secteurs où les B Corps sont implantées en Grande Bretagne, la fabrication et la vente en gros/au détail, le fait que la performance soit mesurée selon cinq piliers – gouvernance, travailleurs, communauté, environnement et clients –  mais sans qu’aucun seuil minimum ne soit fixé par pilier, permet aux entreprises de choisir d’avoir un impact sur seulement quelques critères qui leur conviennent, au détriment d’une performance correcte ailleurs. Une analyse de la performance environnementale de 68 B Corps montre que les entreprises certifiées de ces deux secteurs sont globalement plus performantes sur le plan social qu’environnemental, voire que le fait de donner la priorité à un domaine d’impact social conduit souvent à des performances environnementales inférieures à la moyenne des pairs certifiés. Les auteures concluent que s'il voulait exclure le greenwashing, l’organisme certificateur devrait imposer aux entreprises certifiées d’atteindre des niveaux élevés de performance sur le volet environnemental et d’aligner leurs prétentions « vertes » sur leurs performances.

## Critiques
En 2022, 30 entreprises B-Corp se sont associées à Fair World Project pour contester la certification de Nespresso en tant que B-Corp, arguant du fait que seulement 28 % des capsules en aluminium de Nespresso sont recyclées. Le choix de B Lab de ne pas exclure de la certification des entreprises produisant des articles à usage unique a été considérée comme une preuve de greenwashing d’entreprises de la part de B Lab. Le label est considéré comme une caution pour des entreprises qui en fait n’ont pas dévié d’un pouce des logiques capitalistes les plus délétères pour la planète,,.